# Douglas (Oklahoma)
Douglas es un pueblo ubicado en el condado de Garfield en el estado estadounidense de Oklahoma. En el año 2010 tenía una población de 32 habitantes y una densidad poblacional de 80 personas por km².

## Geografía
Douglas se encuentra ubicado en las coordenadas 36°15′36″N 97°40′3″O / 36.26000, -97.66750 (36.260004, -97.667637).

## Demografía
Según la Oficina del Censo en 2000 los ingresos medios por hogar en la localidad eran de $19,167 y los ingresos medios por familia eran $20,000. Los hombres tenían unos ingresos medios de $20,625 frente a los $20,000 para las mujeres. La renta per cápita para la localidad era de $11,141. Alrededor del 16.2% de la población estaban por debajo del umbral de pobreza.